# Kamo, Niigata
Kamo (加茂市 (Gia Mậu thị) Kamo-shi) là một thành phố thuộc tỉnh Niigata, Nhật Bản.